# Ravensbrück
Ravensbrück ou le camp de concentration de Ravensbrück est un camp de concentration nazi situé sur l'ancienne commune d'Allemagne de Ravensbrück, englobée depuis 1950 dans la ville de Fürstenberg/Havel, à 80 km au nord de Berlin. Le camp était réservé aux femmes, mais des enfants s'y trouvaient aussi. Mis en place par le Troisième Reich de 1939 à 1945, le camp fut construit sur les bords du lac Schwedtsee dans une zone de dunes et de marécages du nord du Brandebourg.

## Historique
Succédant en 1939 au camp de concentration de Lichtenburg, le camp de Ravensbrück devint rapidement le centre de détention de femmes le plus important du pays : au moins 123 000 femmes et enfants y furent déportés.
Le camp, destiné en premier lieu aux détenues politiques (opposantes politiques, communistes, résistantes polonaises, allemandes, françaises, belges et prisonnières de guerre russes) accueille également des détenues raciales juives, tziganes et roms. Il fournit en main-d'œuvre féminine l'ensemble des industries d'armement allemandes et les mines de sel, sur place ou au sein de l'une des 70 antennes disséminées de la mer Baltique à la Bavière. Une immense usine Siemens était voisine du camp et exploitait les prisonnières.
Les détenues provenaient de tous les pays d'Europe occupés par l'Allemagne, dont les Polonaises ont constitué le premier contingent.
À partir d'avril 1941, 20 000 hommes y furent également détenus, mais dans un camp annexe. Le camp ne sera libéré par l'Armée Rouge que le 30 avril 1945, deux jours avant la chute de Berlin.
Au total général quelque 28 000 personnes trouvèrent la mort dans le complexe concentrationnaire de Ravensbrück.

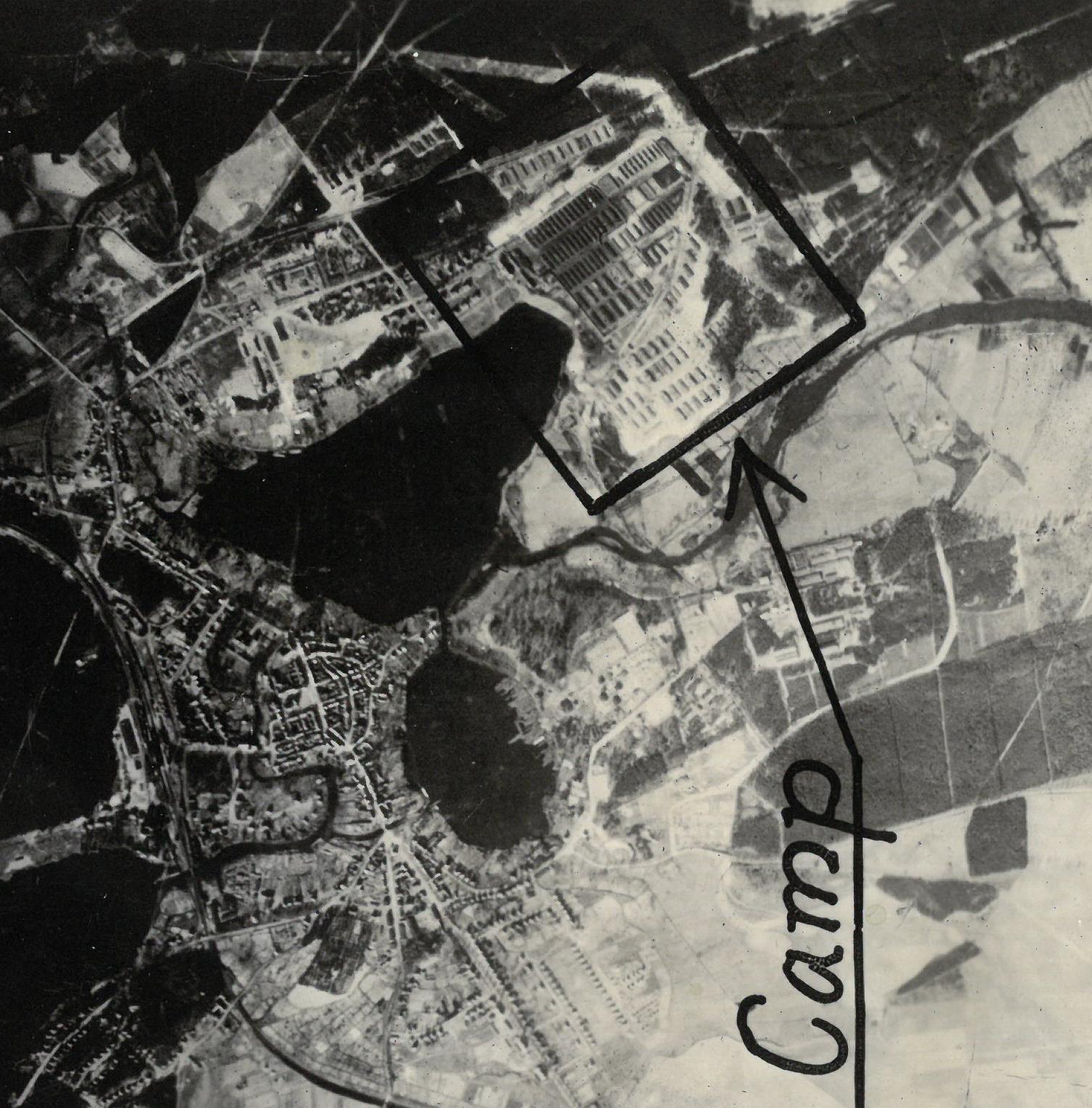
Photo aérienne du camp de Ravensbrück.

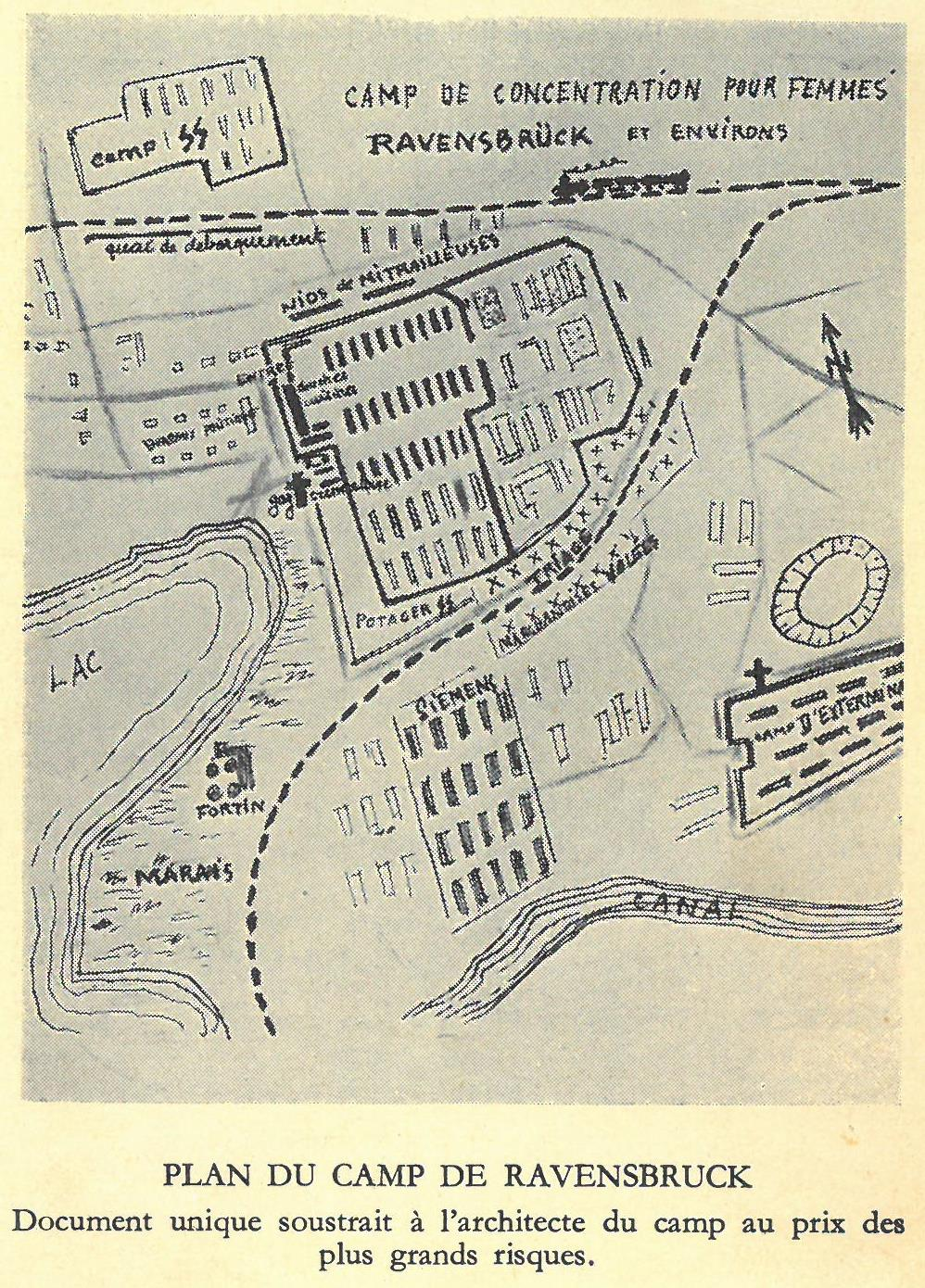
Plan du camp de Ravensbrück.

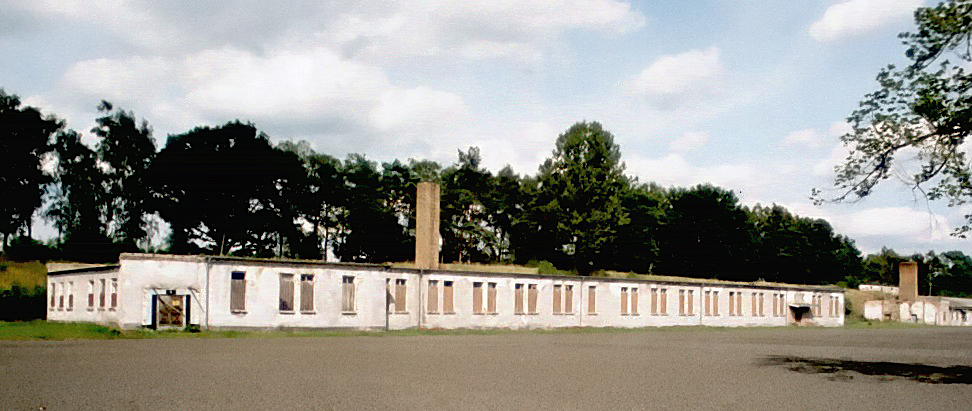
Blanchisserie du camp de Ravensbrück.

## Détenues et détenus

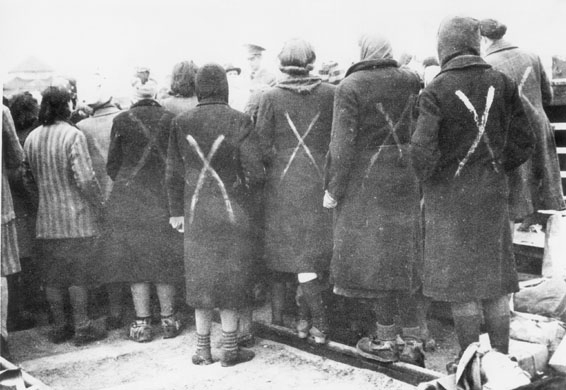
Femmes de Ravensbrück attendant d'être évacuées par la Croix-Rouge suédoise. La croix blanche sur leur dos indique que ce sont des prisonnières condamnées à mort.

Les premières prisonnières, 974 dont au moins 137 Juives, furent transférées du camp de concentration de Lichtenburg en Saxe.
À la fin de l'année 1942, la population carcérale passa à 10 000 détenues. Parmi elles, des enfants arrivés avec leurs mères juives ou roms, ou nés sur place. Leur nombre augmenta considérablement entre avril et octobre 1944 ; une première vague, composée d'enfants tziganes amenés avec leurs mères arriva après la fermeture du camp rom d'Auschwitz, suivie par les enfants polonais du ghetto de Varsovie après l'échec de l'insurrection, puis par ceux du ghetto de Budapest à la suite de la fermeture de ce dernier. La plupart moururent de dénutrition. Le nombre de prisonniers atteignit plus de 45 000 en janvier 1945
Les détenues portaient un triangle coloré selon leur catégorie, une lettre au centre indiquant leur nationalité : rouge pour les prisonnières politiques, jaune pour les Juives, vert pour les criminelles de droit commun, violet pour les Témoins de Jéhovah, noir pour les Tziganes et les prostituées, etc. Certaines eurent le crâne rasé à l'arrivée, ce qui ne fut toutefois jamais le cas des « aryennes ». En octobre 1942, toutes les détenues juives furent déportées à Auschwitz. En effet, Himmler avait décidé de rendre les camps allemands Judenfrei, c'est-à-dire sans Juifs. En 1943, le camp accueillit des Juives de « sang mêlé ». À partir de 1944, des Juives hongroises y arrivèrent.
Depuis les années 2010 et l'avancée des recherches sur le génocide rom et sinté, dont les études sont toujours en cours sur place, il est avéré que de nombreuses Tziganes y ont été torturées puis déportées à Auschwitz. Le nombre de victimes est encore à l'étude.
Au total, 123 000 femmes auraient été déportées à Ravensbrück. Une liste incomplète, établie par l'administration du camp[réf. nécessaire], énumère 25 028 noms de femmes déportées à Ravensbrück. Elle comporte 24,9 % de Polonaises, 19,9 % d'Allemandes, 15,1 % de Juives (en majorité hongroises), 15 % de Russes, 7,3 % de Françaises, 5,4 % de Tziganes et 12,4 % d'autres origines, réparties dans les catégories suivantes : 83,54 % de politiques, 12,35 % d'anti-sociaux, 2,02 % de criminels, 1,11 % de Témoins de Jéhovah, 0,78 % de « hontes de la race » et 0,2 % d'autres cas. Cette liste est l'un des rares documents sauvés de la destruction qui précéda la fuite des SS devant les forces alliées par les Mury (en), un groupe clandestin de guides polonaises formé au camp dans le but de fournir de la nourriture et des soins médicaux aux détenues les plus faibles.
Claire Pahaut a publié en 2024 une liste nominative avec leur parcours individuel de 2,250 femmes qui furent déportées à Ravensbrück à partir de la Belgique ou qui s'y sont installées après la guerre.
Le camp rassemblait plusieurs types de détenues :
- les détenues politiques, notamment de nombreuses Françaises, enfermées pour leurs propres faits de résistance ou pour les faits de résistance de leurs maris ou de leurs frères, femmes de soldats et d'officiers entrés en résistance : Jacqueline Pery d'Alincourt, Claire Audibert née Doré-Graslin épouse du général Audibert, Anne de Bauffremont, Simone de Bretteville, Lili de Chambure, Laure Diebold, Yvonne Jaubert épouse du colonel Léon Duboin[11], Marie Graziella Ély née Ortoli, épouse du général Paul Ély[12], Geneviève de Gaulle-Anthonioz, Anise Girard-Postel-Vinay, comtesse Yvonne de La Rochefoucauld, Elise Berthe Mérit[13] épouse du général Lelong, Jeanne L'Herminier, Suzanne Olivier (1922-1968), comtesse Amalric de Rambuteau (arrière-arrière-petite-fille du roi Louis-Philippe Ier), Simone Saint-Clair, Anne-Marie Renaud de Saint Georges, Katharina Staritz, Germaine Tillion, Marie-Claude Vaillant-Couturier,  Hilda Sturm etc. ;
- les prisonnières de guerre (services de santé et de transmissions de l'Armée rouge) ;
- les détenues raciales : Juives, Tsiganes, Roms ;
- les détenues de droit commun et prostituées.

Les prisonnières de Ravensbrück furent l'objet de sévices permanents, battues, astreintes au travail et assassinées lorsqu'elles n'en étaient plus capables, ou pour un acte de rébellion ou sans raison particulière. Les prisonnières jugées inaptes au travail étaient tuées par balle jusqu'en 1942. Après cette date, elles furent transférées à Auschwitz et vers d'autres centres d'extermination. Plusieurs furent exécutées à l'infirmerie du camp par injection létale.
À partir de l'été 1942, des expériences médicales furent menées sur au moins 86 détenues, dont 74 Polonaises, connues sous le nom de Lapines. La première série porte sur l'efficacité des sulfamides dans le traitement des blessés de guerre, la seconde sur la régénération des os, muscles et nerfs et la possibilité de transplanter des os. Cinq en moururent, six furent exécutées car souffrant de blessures non guéries et la plupart des survivantes gardèrent des séquelles à vie. Quatre d'entre elles témoignèrent lors du procès des Médecins en 1946. En janvier 1945, entre 120 et 140 femmes tziganes furent stérilisées après s'être vu promettre la libération si elles consentaient à l'opération.
Les corps des détenues décédées étaient brûlés au crématorium situé près de Fürstenberg jusqu'en 1943, date à laquelle les autorités SS construisirent un four crématoire à proximité du camp.
À mesure que l'Armée rouge avançait en Pologne, les camps orientaux furent évacués (Treblinka, Maïdanek, Auschwitz). En janvier 1945, 8 000 prisonniers furent transférés d'Auschwitz à Ravensbrück. Dans le même temps, les responsables des camps orientaux furent mutés dans les camps plus à l'ouest, dont Ravensbrück, et y introduisirent la chambre à gaz et leurs techniques d'extermination. La mortalité s'amplifia effroyablement :
- en 1943 : 5 à 10 détenues périssaient chaque mois ;
- en 1944 : 160 à 180 détenues périssaient chaque mois ;
- fin décembre 1944 et mois suivants : 40 à 60 détenues périrent chaque jour.

Plusieurs milliers de détenues furent exécutées juste avant la libération du camp en avril 1945. Les derniers assassinats se produisirent le 25 avril, lorsque onze détenues employées au crématorium furent empoisonnées.
Quand l'Armée rouge arriva le 30 avril 1945, il ne restait que 3 500 femmes et 300 hommes non évacués. Les SS avaient entraîné les détenues capables de marcher, environ 20 000, dans une marche forcée vers le nord du Mecklembourg après en avoir confié 7 000 à des délégués de la Croix-Rouge suédoise et danoise. Ils furent interceptés après quelques heures par une unité d'éclaireurs russes.

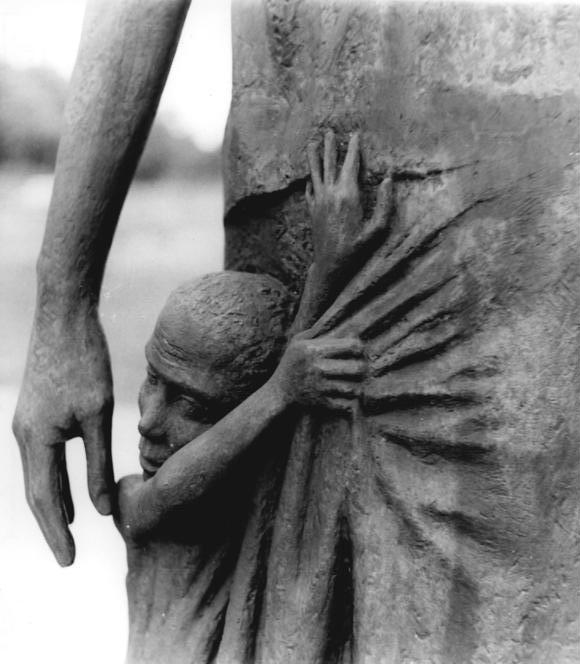
Évocation de la présence des enfants à Ravensbrück.
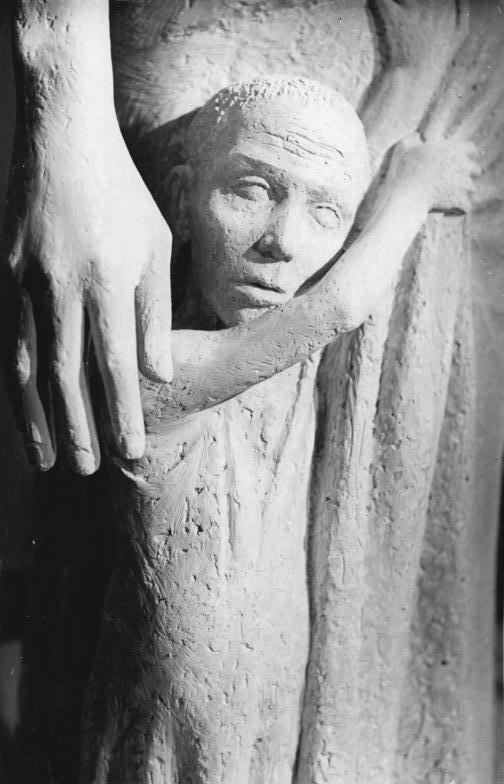
Détails d'un monument commémoratif.
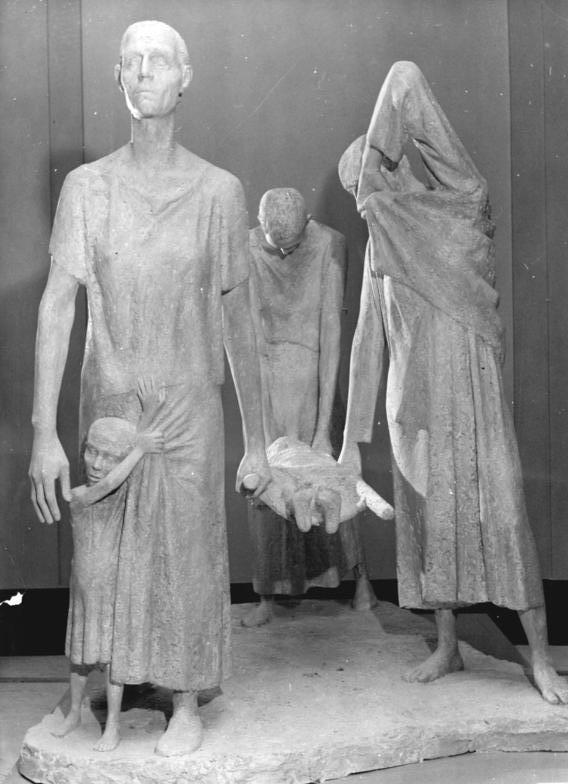
Monument « Ravensbrück » de Fritz Cremer.

### Parmi les déportées
- Personnes déportées à Ravensbrück
- Personnes mortes à Ravensbrück
- Survivantes de Ravensbrück

## L'encadrement du camp

### Commandants du camp
- Max Koegel (1895-1946), officier SS Hauptsturmführer, commandant du camp dès son ouverture le 18 mai 1939 avec le transfert de 867 femmes depuis le camp de concentration de Lichtenburg, jusqu'en août 1942. Il dirige ensuite le camp d'extermination de Majdanek à côté de Lublin puis le camp de concentration de Flossenbürg. Il met fin à ses jours en prison, après sa capture en Bavière en juin 1946[16].
- Fritz Suhren (1908-1950), officier SS, commandant du camp d'août 1942 à avril 1945. Sa politique est d'exterminer les femmes par le travail, les mauvais traitements et le moins de nourriture possible. Il met des prisonnières à disposition du médecin d'Himmler, le Dr Karl Gebhardt pour des expérimentations médicales, et des stérilisations de Tziganes. Après s'être échappé des mains des Américains et une longue fuite, il est capturé en 1949, jugé par un tribunal militaire français, puis exécuté, à proximité de Baden-Baden, le 12 juin 1950[17].

### Autres responsables du camp
- Edmund Brauning (1905-1945), Schutzhaftlagerführer, adjoint de Fritz Suhren[18].
- Hans Pflaum (1910-1950), Chef de la section travail[18].
- Albert Sauer (1898-1945), arrivé en même temps que Johann Schwarzhuber, amenant 8 000 prisonniers d'Auschwitz[18], adjoint de Fritz Suhren en janvier 1945.
- Johann Schwarzhuber (1904-1947), adjoint de Fritz Suhren, remplace Edmund Bräuning vers janvier 1945. C'est lui qui introduisit la chambre à gaz[18]

### Gardiennes
À côté du personnel masculin, environ 150 femmes SS ont été assignées à la surveillance des détenues. Pendant les six ans de fonctionnement du camp, 4 000 surveillantes (Aufseherinnen) y ont été formées sous la responsabilité de :
- la stellvertretende Oberaufseherin Dorothea Binz (1920-1947), condamnée à mort et exécutée
- l’Oberaufseherin Johanna Langefeld (1900-1974) (de mai 1939 à mars 1942), évadée de prison et son assistante Emma Zimmer (1888-1948) (de décembre 1940 à octobre 1942), condamnée à mort et exécutée ;
- l’Oberaufseherin Maria Mandl (1912-1948) (de mars 1942 à octobre 1942), condamnée à mort et exécutée
- Johanna Langefeld, entretemps à Auschwitz (de octobre 1942 à avril 1943) ;
- l’Oberaufseherin Anna Klein-Plaubel (1900-1990 ?), acquittée avec Dorothea Binz comme adjointe (de décembre 1943 à décembre 1944), condamnée à mort et exécutée ;
- l’Oberaufseherin Luise Brunner (1908-1977), avec Dorothea Binz comme adjointe (de décembre 1944 à avril 1945), condamnée à trois ans de prison ;
- En 1973, Hermine Braunsteiner (1919-1999) fut extradée par les États-Unis vers l'Allemagne pour y répondre de crimes de guerre, condamnée à la réclusion criminelle à perpétuelle et graciée ;
- En 2006, Elfriede Rinkel (en) fut expulsée à l'âge de 84 ans, après avoir vécu à San Francisco à partir de 1959, pas de jugement.

### Médecins
- Karl Gebhardt (1897-1948), principal responsable des expériences médicales sur les prisonniers ; condamné à mort au procès des médecins à Nuremberg le 21 août 1947. Il est pendu à la prison de Landsberg le 2 juin 1948.
- Fritz Fischer (1912-2003), chirurgien assistant de Gebhardt ; condamné à la prison à vie le 20 août 1947, incarcéré à la prison de Landsberg et libéré le 1er avril 1954.
- Herta Oberheuser (1911-1978), condamnée pour crimes contre l'humanité ;
- Ludwig Stumpfegger (1910-1945), SS et médecin d'Hitler, participa aux expérimentations sous les ordres de Gebhardt et Fischer ;
- Walter Sonntag (1907-1948), officier SS et médecin du camp jusqu'en 1941 ; condamné à mort au quatrième procès de Ravensbrück le 4 juin 1948 et exécuté par pendaison le 17 septembre 1948.
- Gerhard Schiedlausky (1906-1947) a sous ses ordres Rolf Rosenthal, Percival Treite, Herta Oberheuser et Richard Trommer. Schiedlausky, Rosenthal et Treite sont condamnés à mort le 3 avril 1947 au premier procès de Ravensbrück à Hambourg.
- Martin Hellinger (1904-1988), médecin au camp de 1943 à 1945, dentiste chargé de collecter les dents en or sur les cadavres ;
- Benno Orendi (1918-1948), médecin roumain et officier SS ; condamné à mort le 4 juin 1948 au quatrième procès de Ravensbrück à Hambourg et pendu le 17 à Hamelin.
- Adolf Winkelmann (1887-1947), a participé avec Trommer à la sélection de prisonniers destinés à la mort. Meurt d'une crise cardiaque le 1er février 1947, lors du premier des sept procès de Ravensbrück à Hambourg.

## La Kinderzimmer
Les naissances d'enfants au camp étaient devenues incontrôlables en 1944 (auparavant les mères mouraient avant l'accouchement ou bien les bébés étaient tués) et c'est pourquoi la Kinderzimmer (chambre des enfants au bloc 11) fut créée afin de s'occuper des nouveau-nés avec la débâcle allemande de 1944. C'était une pièce avec deux lits de deux étages superposés, jusqu'à 40 bébés y furent couchés en travers des châlits. Pas d'hygiène, pas de couche, pas de biberon, pas de tétine, la solidarité du camp apportait un peu de linge, de petites bouteilles et du lait mais n'évite pas la disparition de presque tous les enfants. Sur 500 naissances consignées à Ravensbrück, une quarantaine d'enfants seulement ont survécu.
Il est difficile de dire combien d’entre eux sont nés en déportation, mais les travaux entrepris par la Fondation pour la Mémoire de la Déportation a pu recenser 23 enfants français nés à Ravensbrück dont seulement trois ont survécu : Sylvie Aylmer (03/1945), Jean-Claude Passerat (11/1944), et Guy Poirot (03/1945).

## Le camp d'Uckermark
Ce camp, appelé dans le langage national-socialiste Camp de protection de la jeunesse (Jugendschutzlager), était un camp annexe de Ravensbrück, géré par le Reichskriminalpolizeiamt, le service central de police criminelle, sous contrôle du commandant de Ravensbrück. Il était situé à environ deux kilomètres du camp principal et comprenait une quinzaine de baraquements ainsi qu'un unique bâtiment administratif. Il était soumis à la même administration que le camp pour femmes. Y furent internées 1 200 jeunes femmes et adolescentes, classées comme « inadaptées à la communauté », « asociales » et « politiquement non fiables », en fait pour des raisons raciales, religieuses et politiques.
À partir de 1944, le camp est vidé des 250 filles qui y restaient et change d’emploi : il est affecté aux détenues du camp principal. On y envoyait les femmes de Ravensbrück, considérées trop faibles pour travailler par les SS, afin qu’elles puissent se « reposer ». En réalité, ce changement de camp signifiait l’extermination. Dans ce camp, les détenues étaient privées de la moitié de leur ration alimentaire quotidienne voire de la totalité. De plus, elles étaient forcées à rester debout en plein air de 5 à 6 heures par jour. Environ 50 prisonnières y mouraient quotidiennement. Outre la mort causée par ces conditions de détention, certaines femmes y furent fusillées et même assassinées en chambre à gaz.

## Vie du camp
Au-delà de l'organisation nazie encadrant la vie du camp, un autre encadrement, moins visible, se mit en place entre détenues, imposé par les militantes communistes, qui avaient droit de vie et de mort sur les autres prisonnières (selon le témoignage de la résistante française Geneviève Moreau, binôme de Denise Jacob au Maquis des Glières)[réf. nécessaire]. L'écrivain tchèque Milena Jesenská par exemple le subit, en refusant de s'y soumettre.

## Toponymie
L'on retrouve pour la première fois le nom actuel en 1679. À l'origine, Ravensbrück signifiait « Pont de Raves ». Les détenues parlaient entre elles de "pont des corbeaux" ("Raben" en allemand, Rabensbrücke): Les oiseaux ne pouvaient pas y vivre, à l’exception des corbeaux, d’où le nom de Ravensbrück : « pont des corbeaux » .

## Bordels
Des bordels étaient mis en place dans les camps de concentration de manière à augmenter la productivité des prisonniers. Cette méthode ne semble pas avoir changé quoi que ce soit au rythme de travail des déportés. Les femmes présentes dans ces bordels étaient ponctionnées dans le camp de Ravensbrück. Souvent Polonaises ou Hongroises, elles devaient partir pour une durée d'environ 6 mois vers d'autres camps. Il arrivait aussi, bien que plus rarement, que ces femmes se portassent volontaires. Elles espéraient ainsi augmenter leurs chances de survie.

## Libérations de déportées
Le 5 avril 1945, le CICR emmena, en échange de 463 internés civils allemands, 300 détenues françaises en Suisse, qu'elles atteignirent le 9 avril au soir, à Kreuzlingen. Le 10, elles traversèrent la Suisse, via Berne et Genève, jusqu'à Annemasse (Haute-Savoie), avant d'arriver à Paris le 14 avril. Le 23 avril, sous l'impulsion du comte Bernadotte, la Croix-Rouge suédoise emmena près de 800 déportées vers la Suède.

## Procès
Sept procès pour crimes de guerre ont eu lieu de décembre 1946 à juillet 1948, où comparurent des fonctionnaires et personnels du camp.
Fritz Suhren, commandant du camp, et Hans Pflaum, chargé de la main d'œuvre furent jugés par le tribunal supérieur de Rastatt chargés des criminels de guerre (condamnés à la peine de mort le 10 mars 1950, peine confirmée en appel en mai, et exécutés le 12 juin).

## Commémoration et mémoire

### Mémorial de Ravensbrück

#### République démocratique allemande
Sur le site de l'ancien camp de concentration se trouve un mémorial. En 1954, le sculpteur Will Lammert (en) a été chargé de concevoir le site commémoratif entre le crématorium, le mur du camp et le lac Schwedtsee. Jusqu'à sa mort en 1957, l'artiste a créé un grand nombre de modèles sculptés de femmes. Le 12 septembre 1959, le Mémorial national de Ravensbrück (Nationale Mahn- und Gedenkstätte Ravensbrück) a été inauguré à l'extérieur de l'ancien camp de concentration sur une surface de 3,5 ha entre l'ancien mur du camp et la rive du lac de Schwedtsee. Rosa Thälmann, ancienne détenue du camp de concentration et veuve de l'homme politique Ernst Thälmann, a prononcé le discours d'ouverture. Comparé à Buchenwald et Sachsenhausen, c'était le plus petit des trois mémoriaux nationaux de la République démocratique allemande (RDA).
Pour l'inauguration du site du Mémorial national, une version réduite de la Tragende (femme au fardeau) a été créée (sous la supervision de Fritz Cremer) et exposée. Cette figure symbolique centrale, également connue sous le nom de "Pietà de Ravensbrück", se dresse au sommet d'une stèle sur la péninsule du lac de Schwedtsee. Le monument Zwei Stehende (Deux femmes debout) trouve également son origine dans les modèles de Lammert. D'autres statues, également créées à l'origine pour Ravensbrück, sont exposées depuis 1985 au vieux cimetière juif de Berlin Mitte, en commémoration des victimes juives du fascisme.
Depuis 1984, l'ancien quartier général des SS abrite le Museum des antifaschistischen Widerstandskampfes (musée de la résistance antifasciste). Après le retrait d'Allemagne de l'armée soviétique qui, jusqu'en 1993, avait utilisé certaines parties de l'ancien camp à des fins militaires, il a été possible d'intégrer davantage de zones du camp dans le site du mémorial.
Les trois mémoriaux nationaux de Buchenwald, Sachsenhausen et Ravensbrück ont joué un rôle central dans la politique mémorielle de la RDA sous Erich Honecker. Ils étaient contrôlés par le ministère de la Culture et servaient de lieux d'identification et de légitimation de la RDA. Selon l'historienne Anne-Kathleen Tillack-Graf, l'instrumentalisation politique de ces mémoriaux, notamment pour les besoins actuels de la RDA, est devenue particulièrement claire lors des grandes célébrations de la libération des camps de concentration.

#### Après la réunification allemande
Aujourd'hui, les anciens blocs d'hébergement des gardiennes sont une auberge de jeunesse et un centre de rencontre pour les jeunes. Au cours de la réorganisation, qui a eu lieu au début des années 1990, le Museum des antifaschistischen Widerstandskampfes a été remplacé par deux nouvelles expositions permanentes : "Femmes de Ravensbrück", qui présente les biographies de 27 anciennes prisonnières, et "Ravensbrück. Topographie et histoire du camp de concentration pour femmes", qui fournit des informations sur les origines du camp, décrit la vie quotidienne dans le camp et explique le principe de la Vernichtung durch Arbeit (extermination par le travail). Depuis 2004, une exposition sur les gardiennes du camp de concentration pour femmes de Ravensbrück est également organisée dans un autre de leurs anciens blocs d'hébergement. En outre, des expositions temporaires présentant un intérêt particulier sont régulièrement organisées au mémorial.
Les 16 et 17 avril 2005, une cérémonie a été organisée pour commémorer le 60e anniversaire de la libération du camp. Parmi les personnes invitées figuraient environ 600 survivants venus du monde entier, principalement d'Europe de l'Est. Parallèlement, une nouvelle exposition permanente en plein air a été inaugurée, sur le thème des transports ferroviaires vers Ravensbrück. Son élément central est un wagon de marchandises remis à neuf. Les panneaux d'information de l'exposition décrivent les origines des transports et leur évolution au fil du temps et expliquent les différents types de trains, leur lieu d'arrivée et le rôle joué par les habitants de la région. Il s'agit probablement de la seule exposition organisée jusqu'à présent dans un mémorial allemand et consacrée exclusivement au thème des transports vers le camp.

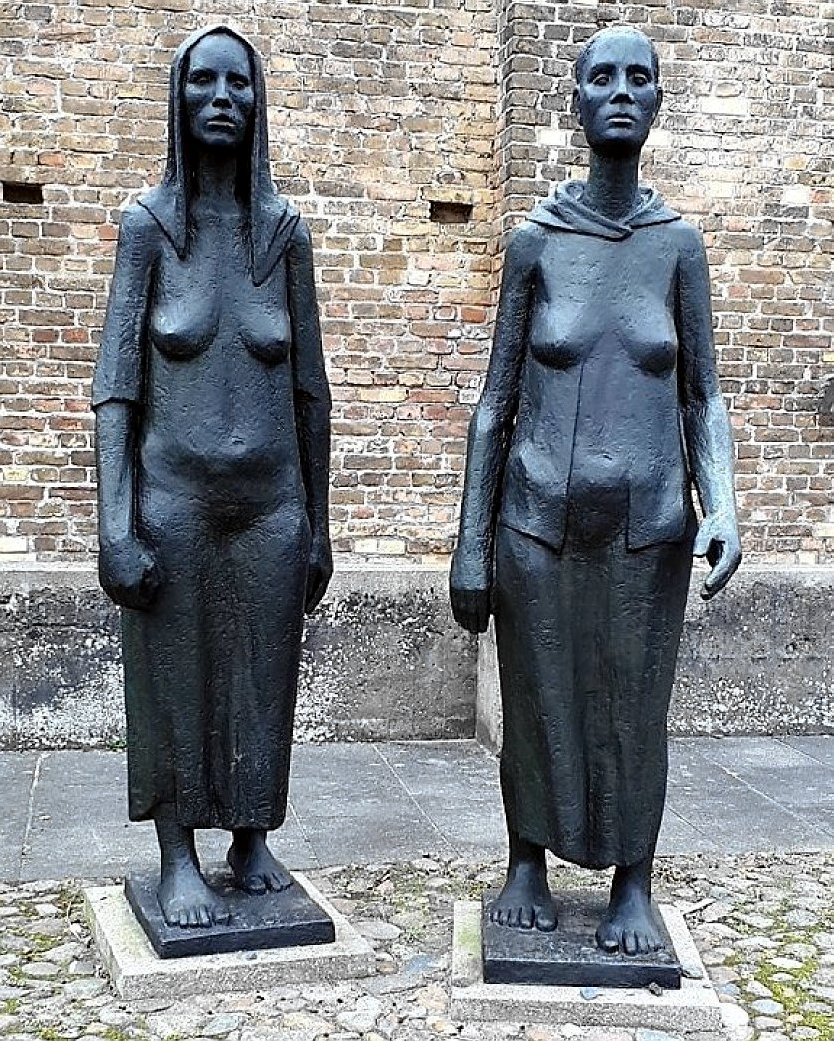
Monument de Fritz Cremer devant le mur des Nations.

#### Monuments en dehors de l'Allemagne

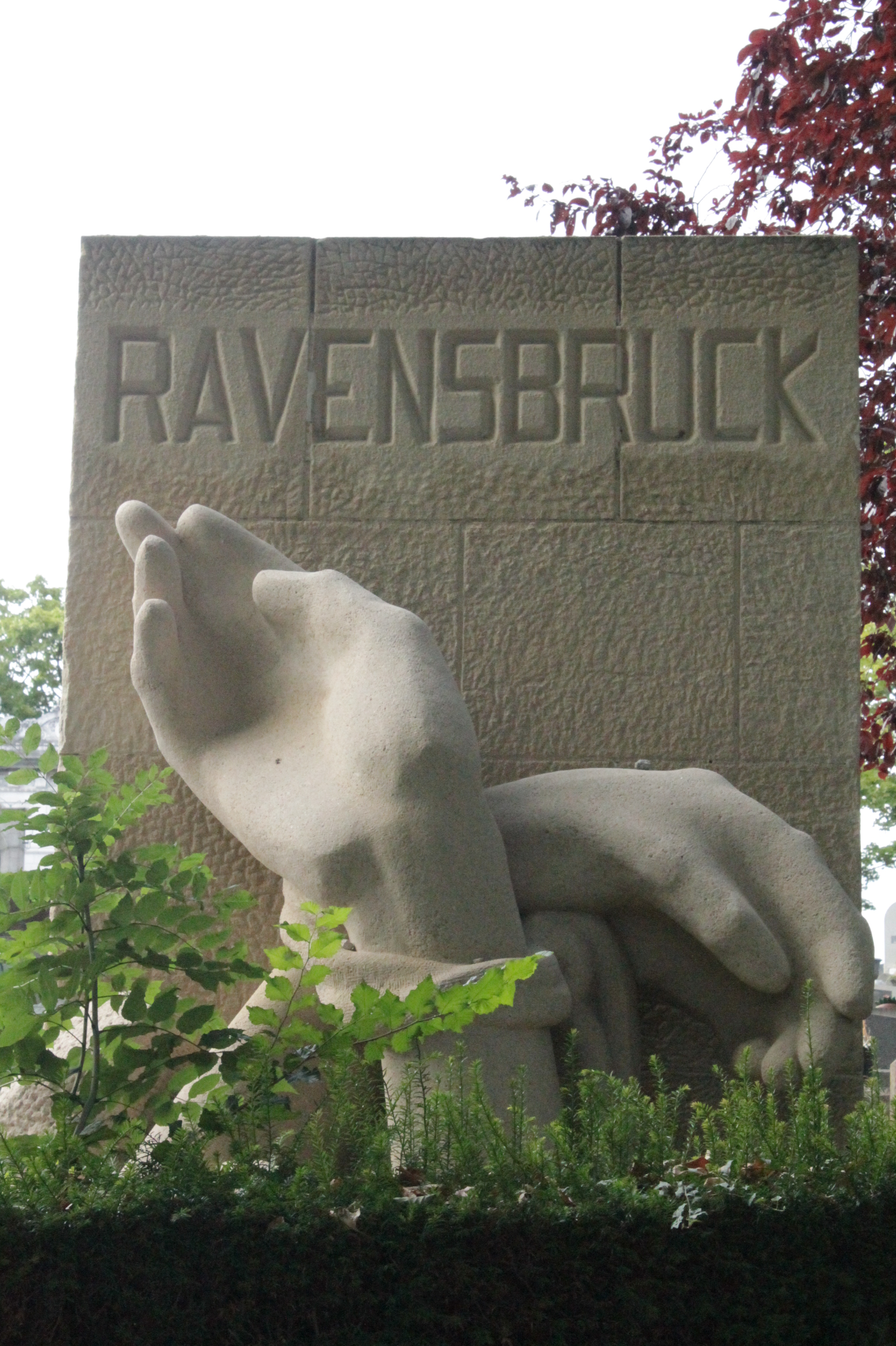
Mémorial du camp de concentration de Ravensbrück au cimetière du Père Lachaise à Paris.

Un monument aux victimes françaises de Ravensbrück est l'un des monuments commémoratifs de plusieurs camps de concentration au cimetière du Père Lachaise à Paris.

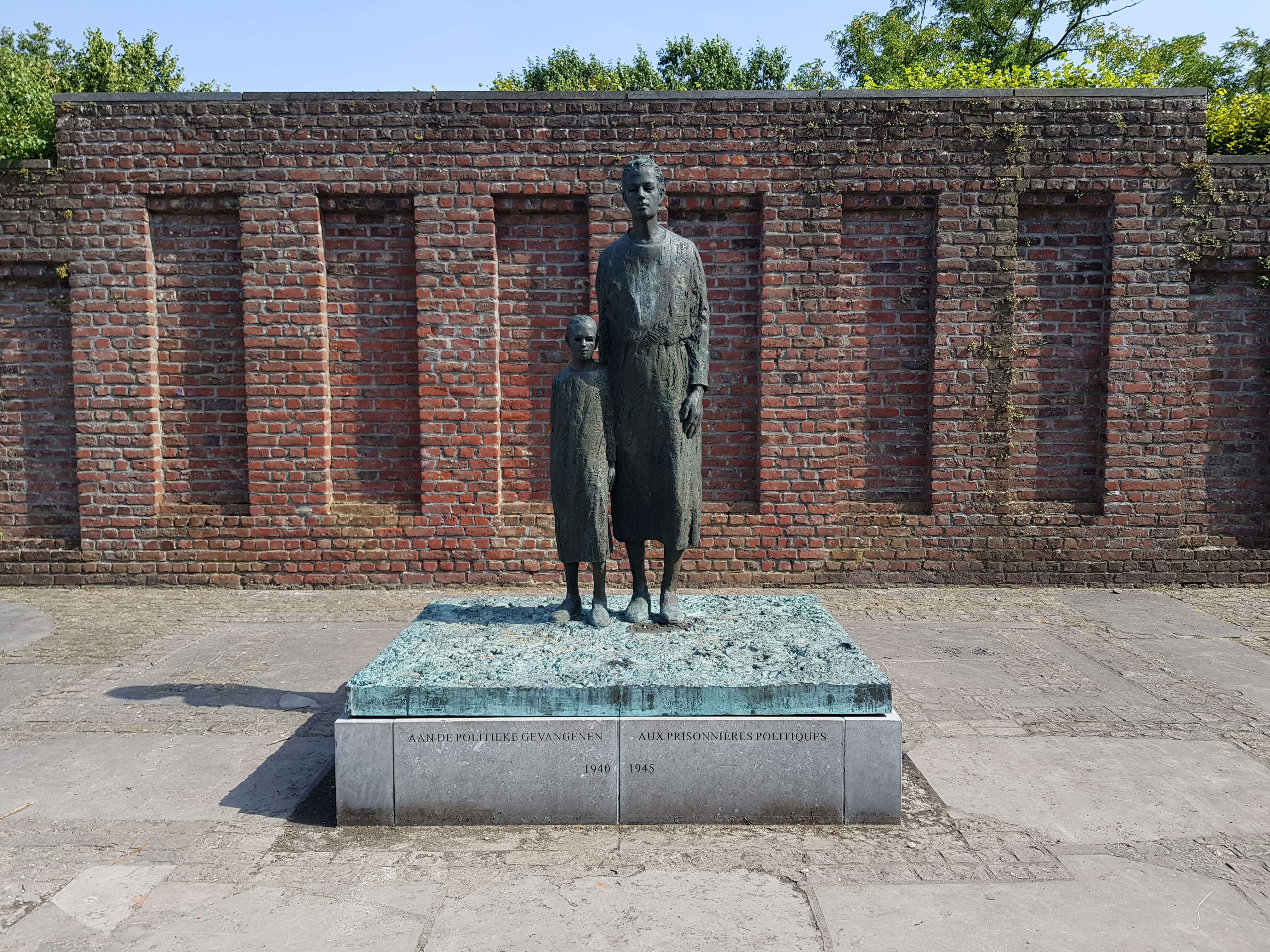
Site mémoriel du parc Georges Henri à Woluwe-Saint-Lambert (Bruxelles)

Le site mémoriel (œuvre de la sculptrice Thérèse Chotteau) du parc Georges Henri à Woluwe-Saint-Lambert à Bruxelles a été inauguré le 18 octobre 2000 par la Reine Paola, ce lieu d’histoire et de mémoire est un hommage aux dames engagées contre l’occupant du Troisième Reich, le fascisme et les idées extrêmes.

## L'art à Ravensbrück
Certaines formes d'art se sont développées dans le camp de concentration de Ravensbrück, malgré les circonstances. Les quelques artistes les plus représentatives du camp ont été Violette Lecoq, France Audoul, Charlotte Delbo, Jeanne L'Herminier, Anne-Marie Renaud de Saint Georges, Aat Breur-Hibma et Germaine Tillion avec son opérette Le Verfügbar aux Enfers.

## Témoignages écrits
- Simone Saint-Clair, Ravensbrück, l’enfer des femmes, Paris, Éditeur Tallandier, 1945, 252 p.
- Odette Fouétillou dite Odette Améry et Georges Martin-Champier : Nuit et Brouillard. Paris Editions Berger-Levrault, 1945.184 p.
- Anne-Marie Renaud de Saint Georges, Terre de détresse, recueil de poésies, 1945.
- Suzanne Guiral, De Saint Michel à Ravensbrück, préface de Pierre-Paul Guiral, Imprimerie Coopérative, 1946 (livre téléchargeable https://ia800303.us.archive.org/5/items/SuzanneGuiralDeSaintMichelARavensbruckSecuredFile/SuzanneGuiral_DeSaintMichelARavensbruck_SecuredFile.pdf )
- Ravensbrück / Germaine Tillion [et douze autres auteurs]. Neuchâtel : Éditions de la Baconnière, 1946
- Nanda Herbermann, Der Gesegnete Abgrund : Schutzhäftling Nr 6582 im Frauenkonzentrationslager Ravensbrück, Nüremberg : Glock-Lutz, c. 1946, 212 p.
- Marie-Elizabeth Kocher, Le Sourire de Ravensbrük / À la mémoire de Yvonne Kocher, Nanouk dans la Résistance, morte pour la France / 1947, Messageries évangéliques, 152 p.
- Maisie Renault, La grande misere., Chavane, 1948
- Micheline Maurel (préf. François Mauriac), Un camp très ordinaire, Paris, Les Éditions de Minuit, 2016 (1re éd. 1964), 219 p. (ISBN 978-2-7073-4300-0, OCLC 986662732)
- Odette Fabius, Un lever de soleil sur le Mecklembourg : mémoires, Paris, A. Michel, 1986, 249 p. (ISBN 978-2-226-02626-2, OCLC 18302413)
- Denise Guillemin Ducret (Ex-Soldat de la Résistance Intérieure Française), Matricule 19 374 : Afin que nul n’oublie, Montbéliard, Imprimerie Metthez Frères, 1986, 2e éd., 191 p., 20x14
- Béatrix de Toulouse-Lautrec, J'ai eu vingt ans à Ravensbrück, Paris, Librairie académique Perrin, 1991, 312 p. (ISBN 978-2-262-00889-5).
- Margarete Neumann, Déportée à Ravensbrück, vol. 3, Paris, Ed. du Seuil, coll. « Points / 73 », 1995, 347 p. (ISBN 978-2-02-025156-3, OCLC 690773756)
- Nelly Gorce, Journal de Ravensbrück, Arles, Actes sud, 1995, 185 p. (ISBN 978-2-7427-0486-6, OCLC 247082385)
- Madeleine Aylmer-Roubenne, J'ai donné la vie dans un camp de la mort, Paris, Editions J'ai lu, coll. « J'ai lu » (no 5375), 1999, 219 p. (ISBN 978-2-290-05375-1, OCLC 76718907)
- Juliette Lemaître, La vie d'un "Stück" : récit d'une normande rescapée de Ravensbrück, Condé-sur-Noireau, Corlet, coll. « Souvenirs de Normands », 2006, 155 p. (ISBN 978-2-84706-220-5, OCLC 71335744)
- Claire Pahaut, Nina Erauw, Je suis une femme libre, 1917-2008, préfaces de José Gotovitch, Président du Ceges et de Jean-Pierre Hubin, Administrateur général de l’Enseignement, de la Recherche scientifique de la Communauté française, Hainaut, Culture et Démocratie, 2009.
- Simone Jacques-Yahiel, Ma raison d'être : anecdotes et réflexions, Paris, Harmattan, coll. « Rue des Écoles », 2011, 382 p. (ISBN 978-2-296-55932-5, OCLC 785856303)
- Eva Langley-Dános (trad. du hongrois, préf. Françoise Maupin et Patrice Van Eersel), Le dernier convoi, Paris, Albin Michel, 2011, 205 p. (ISBN 978-2-226-23863-4, OCLC 844984692)
- Mouchka (Amanda) Stassart et Claire Pahaut, Je vous le dis, j'aime la vie, préfaces du baron P. Halter, président de la Fondation Auschwitz, et de Bernard Balteau, journaliste historien, Bruxelles, 2013, 175 p.
- Suzanne Guiral, De Saint-Michel à Ravensbrück (https://ia800303.us.archive.org/5/items/SuzanneGuiralDeSaintMichelARavensbruckSecuredFile/SuzanneGuiral_DeSaintMichelARavensbruck_SecuredFile.pdf)
- (de) Erna Lugebiel, « Die Kameradschaft war für mich das Höchste“: », Gerda Szepansky: Frauen leisten Widerstand: 1933–1945. Lebensgeschichten nach Interviews und Dokumenten, Fischer-Taschenbuch-Verlag,‎ 1994 (ISBN 3-596-23741-6)

## Œuvres littéraires ayant Ravensbrück pour cadre
- Valentine Goby, Kinderzimmer : roman, Arles, Actes Sud, 2013, 221 p. (ISBN 978-2-330-02260-0, OCLC 966090843)
- Stanislas Petrosky, Ravensbrück mon amour, Saint-Romain-de-Colbosc, L'Atelier Mosésu, 2015, 221 p. (ISBN 979-10-92100-36-5, OCLC 908436225)
- Chroniques de Francine R. - Résistante et déportée, avril 1944-juillet 1945, bande dessinée de Boris Golzio (scénario et dessin), 136 pages, Glénat, 2018.
- Martha Hall Kelly, Le lilas ne refleurit qu’après un hiver rigoureux, Charleston, 2019, 664 p.
- Jacques Travers, La neige est noire à Ravensbrück, 2020, 316 p.. "Les Ombres rayées" 2025 (nb p.290)
- Margarete Buber-Neuman, Milena,1986 pour la traduction française, Seuil, traduit de l'allemand par Alain Brossat. Titre original : Milena Kafka's Freundin, 1977, Albert Langen-Georg Müller Verlag
- Étienne Noël, Alicia, l'oubliée de Ravensbrück, Paris, Éditions Le Sémaphore ,111 p.  (ISBN 978-2-352-26075-2)